# Jiangjiayingzi
Jiangjiayingzi (kinesiska: 姜家营子, 姜家营子乡) är en socken i Kina. Den ligger i den autonoma regionen Inre Mongoliet, i den norra delen av landet, omkring 570 kilometer öster om regionhuvudstaden Hohhot.
Genomsnittlig årsnederbörd är 550 millimeter. Den regnigaste månaden är juni, med i genomsnitt 144 mm nederbörd, och den torraste är januari, med 3 mm nederbörd.